# Дејан Мусли
Дејан Мусли (Призрен, 3. јануар 1991) бивши је српски кошаркаш. Играо је на позицији центра.

## Каријера
Кошаркашку каријеру је почео у ФМП Железнику. Док је играо за ФМП био је један од најталентованијих младих центара Европе. Из ФМП-а одлази 2010. године и прелази у шпанску екипу Каха Лаборал. За Каху Лаборал је одиграо неколико мечева, а потом је био на позајмицама у Сутор Монтегранару (није одиграо ниједан меч), Фуенлабради и Мега Визури. У јуну 2012. године потписао је трогодишњи уговор са Партизаном, са опцијом да након две године може да пронађе инострани ангажман. Са Партизаном је освојио шампионски прстен Јадранске лиге за сезону 2012/13, а такође постао и првак Србије 2013. и 2014. године. Након две сезоне је напустио црно-беле.
Дана 30. децембра 2014. године Мусли је постао члан Мега Лекса чије боје је бранио до краја те сезоне. У сезони 2015/16. играо је за Манресу. Почетком јуна 2016. договорио је двогодишњу сарадњу са Малагом. Са екипом Малаге освојио је Еврокуп у сезони 2016/17. Мусли је значајно допринео освајању овог трофеја па је уврштен и у Еврокупов идеални тим сезоне. Почео је и наредну 2017/18. сезону у Малаги али је у децембру 2017. прешао у немачки Брозе Бамберг. У септембру 2018. је договорио сарадњу са кинеским Тјенђином, али за овај клуб ипак није заиграо пошто није прошао лекарске прегледе. Током пролећа 2019. је кратко играо у другој лиги Кине за Хебеи. У сезони 2019/20. наступао је за Андору.
За сениорску репрезентацију Србије наступао је током лета 2012. у квалификацијама за Европско првенство 2013. у Словенији.

## Успеси

### Клупски
- Партизан:
  - Првенство Србије (2): 2012/13, 2013/14.
  - Јадранска лига (1): 2012/13.

- Малага:
  - Еврокуп (1): 2016/17.

### Репрезентативни
- Европско првенство до 16 година:  2006;  2007.
- Европско првенство до 18 година:  2009.

### Појединачни
- Идеални тим Еврокупа — прва постава (1): 2016/17.